# Mesoleius rufopectus
Mesoleius rufopectus là một loài tò vò trong họ Ichneumonidae.